# Tamel de Pablos Garcia
Tamel de Pablos Garcia (Barcelona, 18 de març del 1965) és un escriptor espanyol, qui fou president de l'associació cultural Universitas i director de la revista amb el mateix nom, a més de presidir el Cercle Wagner. De Pablos és també conegut per haver fet d'assessor cultural per altres associacions i cercles culturals i premsa escrita.
Llicenciat en Filosofia per la Universitat de Barcelona a l'any 1994 i amb una tesi doctoral sobre Història i Cine. Doctor 'cum laude', va donar múltiples conferències sobre fonamentalismes religiosos i a favor de la llibertat de pensament. Fundà l'associació cultural (i la revista) Universitas i fou president del Cercle Wagner. Després d'haver exercit com a president de aquestes dues associacions, va dedicar-se a assessor d'altres.
Actualment es troba en hiat i temporalment inactiu de les activitats d'assessorament i es dedica fonamentalment a difondre escrits i textos de caràcter filosòfic i polític que tenen com a causa afavorir la pau i el lliurepensament.